# Stipica Kalogjera
Stjepan Kalogjera (Beograd, 24. svibnja 1934. – Zagreb, 3. siječnja 2025.), poznatiji kao Stipica Kalogjera, bio je hrvatski skladatelj, aranžer, dirigent i producent.

## Životopis
Stipica Kalogjera glazbom se počeo baviti u šestoj godini. Prvo mu je glazbalo bilo violina, koju je učio u Muzičkoj školi Vatroslav Lisinski, poslije truba, te glasovir. Glazbenu školu pohađa pri zagrebačkom konzervatoriju od 1948. do 1952. Kad upisuje studij medicine na zagrebačkom Medicinskom fakultetu. Doktorirao je 1962. godine.
Nakon jednogodišnje turneje po Njemačkoj i Francuskoj 1957./ 1958. Godine postaje članom Plesnog orkestra Radio Zagreba kao trubač, poslije kao klavijaturist, te na kraju kao producent.
Počinje skladati zabavnu glazbu 1958. godine, te piše aranžmane za orkestar. Iako je kao skladatelj prepoznat prije starijeg brata Nikice Kalogjere, tada već renomiranog producenta i vođe sastava – Ti si moja obala donijela mu je nagradu stručnoga žirija na Zagrebu 1960., godinu dana ranije nego je Nikica sa Sombrerom i Trijom Tividi osvojio svoje prvo diskografsko zlato. Napisao je preko 4000 aranžmana za različite sastave od comboa do simfonijskog orkestra. Autor je glazbe za dva mjuzikla: O'kaj i Kaj20 koji su s uspjehom izvođeni u Zagrebačkom Kazalištu Komedija. Pisao je, također, i glazbu za animirane filmove i TV serije. Nastupao je kao dirigent i aranžer na Eurosongu 1995. s grupom Magazin, te na Eurosongu 1998. s Danijelom Martinović.
Na Festivalu zabavne glazbe Split sudjeluje od početka. Prvih godina kao skladatelj i aranžer, a od 1980.-e kao šef dirigent.
Višestruki je dobitnik diskografske nagrade Porin: 1993. kao najbolji aranžer za pjesmu Olivera Dragojevića Cesarica te zajedno s Arsenom Dedićem kao najbolji producent za album Tihi obrt, a 1998. također kao najbolji producent s Arsenom Dedićem za album Ministarstvo. 2010. godine dobiva Porin za životno djelo.
Stipica Kalogjera živio je u Zagrebu. Bio je u braku s pjevačicom Maruškom Šinković.

## Vanjske poveznice
- Croatian Pop Music  Arhivirana inačica izvorne stranice od 14. rujna 2010. (Wayback Machine) – Stipica Kalogjera (autor: Goran Pelaić)
- Institut hrvatske glazbe / PORIN / Dobitnici nagrada za životno djelo – Siniša Škarica: Stipica Kalogjera

1. ↑  Preminuo Stipica Kalogjera, jedan od najznačajnih hrvatskih skladatelja i aranžera. www.vecernji.hr. Pristupljeno 8. siječnja 2025.